# تشارلز ميتشيل (رسام)
تشارلز ميتشيل (بالإنجليزية: Charles William Mitchell)‏ (و. 1854 – 1903 م) هو رسام من إنجلترا، والمملكة المتحدة لبريطانيا العظمى وأيرلندا، ولد في نيوكاسل أبون تاين، توفي عن عمر يناهز 49 عاماً.